# Vile Sogn
Vile Sogn er et sogn i Salling Provsti (Viborg Stift).
I 1800-tallet var Sæby Sogn og Vile Sogn annekser til Nautrup Sogn. Alle 3 sogne hørte til Harre Herred i Viborg Amt. Nautrup-Sæby-Vile sognekommune blev ved kommunalreformen i 1970 indlemmet i Sallingsund Kommune, som ved strukturreformen i 2007 indgik i Skive Kommune.
I Vile Sogn ligger Vile Kirke.
I sognet findes følgende autoriserede stednavne:
- Følvig (vandareal)
- Harre Nor (vandareal)
- Kybe (bebyggelse)
- Langerodde (areal)
- Norupgårde (bebyggelse)
- Sesterodde (areal)
- Sønderhuse (bebyggelse)
- Vile (bebyggelse, ejerlav)
- Vile Strandgård (bebyggelse)
- Vile Vestergård (bebyggelse)